# Los días perdidos de Appa
Los Días Perdidos de Appa (o La Odisea de Appa) es el trigésimo sexto episodio de la serie animada de televisión Avatar: la leyenda de Aang y el décimo sexto capítulo de la segunda temporada.

## Sinopsis
La historia comienza justo en el momento que Appa es secuestrado por los areneros en La Biblioteca y donde Toph, no podía hacer nada para ayudarlo mientras sostenía la biblioteca de Wan Shi Tong que se hundía en la arena, mientras sus amigos aun seguían adentro por lo que esta Maestra Tierra se vio obligada a dejar que se lo llevaran con mucha impotencia. Después de que se lo llevan, registran lo que tenía en su montura; y el líder de los areneros dice que es pura basura, sin embargo podrán venderlo a la gente escarabajo. Ya con los comerciantes, un miembro de la gente escarabajo le pregunta que si el animal (Appa) no es violento, para lo que el líder de los areneros responde que no, sin embargo Appa trata una vez más de liberarse, y el líder le dice que solo es agresivo de vez en cuando. Cuando la gente escarabajo está por llevarse a Appa amordazado, Aang hace sonar el silbato bisonte y Appa trata nuevamente de escapar, pero le disparan unos dardos para ponerlo a dormir.
Cuando Appa despierta, está encerrado en una jaula, y un hombre vestido con la armadura de la Nación del Fuego le está hablando, diciéndole que fue una lástima que lo trataran de esa forma, y que no le quedó más que comportarse como un animal salvaje.
A la mañana siguiente, un hombre vestido de amarillo lleva una carreta de coles, y se las está dando a varios animales que tiene encerrados de igual forma que Appa. Appa ve las coles, sabiendo que tiene mucha hambre, y el hombre de amarillo le dice: "¿Tienes hambre, verdad?, tranquilo, te daré de comer, pero no ahora, primero te enseñare como ganártela". En ese momento, deja salir a un ave de su jaula, y sacando un látigo de fuego, el ave empieza a dar volteretas y a pasar a través de unos aros metálicos que cuelgan del techo, y finalmente agarra con su pico un aro más pequeño y lo lanza hacia el domador. El domador dice que él (Appa) hará lo mismo esa noche, pero que los aros estarán rodeados de llamas. Mientras el domador le enseñaba a Appa como ganarse la comida, Appa había jalado la carreta con coles y se las había empezado a comer, pero para cuando el domador había terminado de hablar, Appa eructó y el domador lo castigo prendiendo fuego frente a la jaula de Appa.
Esa misma noche, un niño se acercó a la carpa donde tenían a Appa encerrado. El padre del niño le dijo que iba a comprar algo de comida y le prohibió estrictamente acercarse a Appa, mas sin embargo, el niño ayudó a Appa acercándole paja para que pudiera comérsela. El dueño del circo se acercó con el domador al tiempo que el niño escapaba; el dueño decía que no le importaba si estaba o no domado, que esa bestia iba a salir esa misma noche. "Más te vale que esta vez me obedezcas" dijo el domador en tono amenazante y Appa miro al niño que lo ayudó, se acordó de como se reía Aang y lo feliz que se veía. 
Ya en el interior del circo, el dueño anuncio una nueva atracción, que era nada más y nada menos que Appa. El domador le dio una orden a Appa, pero este no quiso obedecer, y le golpeó con su látigo. Appa hizo su acto, pero logró escapar del circo. Appa regresó a donde estaba la biblioteca, pero no encontró más que un gran agujero donde se encontraba y se acostó a descansar un rato y lamentándose no poder encontrar a su dueño en el lugar. Después salió en busca de Aang nuevamente, pero como ya tenía hambre; encontró una especie de sandía, pero una lagartija del desierto se la llevó antes, luego trato de comer un cactus, pero se espinó la lengua, y finalmente llegó a la colmena de las avispas, donde Aang y los demás se enfrentaron a los areneros previamente.
Cansado y ya casi sin fuerza, Appa llegó a una casa donde comió toda la paja que había y se acostó a dormir. El dueño de la casa entró de repente y se asustó mucho al ver a Appa, justo detrás entró una mujer con una antorcha en la mano, Appa se asustó y huyó del lugar. Más tarde, 
Appa pasó por encima del paso de la serpiente, en donde Iroh vio volando al bisonte mientras Zuko dormía, quien momentos después se despertó y le preguntó que por qué estaba tan alterado, pero Iroh le respondió que no era nada importante y que siguiera durmiendo, pero también decide no informarle nada sobre el bisonte volador del Avatar. Después de viajar un par de horas, Appa llegó a un bosque y empezó a comer la hierba del lugar, pero fue atacado por un jabalí, en donde tiene una breve pelea y consigue ahuyentar al jabalí, para momentos después acostarse en una cueva en la montaña y se quedó durmiendo por unos días. Un tiempo después, Suki y las guerreras de Kyoshi que se encontraban recolectando frutos en las cercanías, hasta que una de estas encuentra parte del pelaje del bisonte en el bosque, donde rápidamente Suki reconoce dicho pelaje y decidió subir una pequeña elevación de tierra y para su asombro descubre que Appa estaba ahí muy malherido y asustado. Momentos después, Suki puso al corriente a las demás guerreras y ayudaron al pobre Bisote volador, pero sorpresivamente, Azula, Mai y Ty Lee las atacaron, pensando que el Avatar estaba con Appa, pero las guerreras de Kyoshi deciden protegerlo por unos minutos, para así darle una ventana de oportunidad para que escapara del lugar.
Momentos después, Appa llegó al Templo del Aire del Este y encuentra al gurú llamado Pathik, que lo cuidó hasta que estuvo en óptimas condiciones para volar nuevamente. Cuando ya estaba listo para irse, el gurú le dijo a Appa que el lazo entre él y Aang era indestructible y le amarró una nota en uno de sus cuernos del Bisonte, donde también le enseñó como poder encontrar a Aang. Rápidamente el mismo Appa descubre donde esta Aang y parte en su búsqueda a Ba Sing Se, pero justo en ese momento escucha el silbato bisonte y asume que es el de Aang, sin saber que este se encontraba dormido, pero justo cuando aterriza en el lugar de donde provino el sonido, rápidamente se revela que Long Feng fue quien lo llamo y rápidamente Appa da un paso atrás y deja una de sus huellas en el suelo (la misma que encontró Momo previamente) y momentos después este malvado Maestro Tierra atrapa al bisonte con su Tierra Control, abriendo una compuerta por debajo de Appa.
- Datos: Q16593301